# Derya Kurtuluş
Derya Kurtuluş Oktar (* 29. Mai 1965 in Sinop) ist eine türkische Schauspielerin.

## Leben und Karriere
Kurtuluş absolvierte ihre Ausbildung an der renommierten Theaterabteilung der Universität Istanbul und begann ihre Karriere 1989 am Istanbuler Staatstheater. Neben ihrer Arbeit an staatlichen Bühnen wirkte sie auch in privaten Theatern, wie dem von Gazanfer Özcan und Nejat Uygur, mit. In ihrer Theaterkarriere spielte sie in vielen bedeutenden Stücken, darunter Ağrı Dağı Efsanesi und Yedi Kocalı Hürmüz.
Neben dem Theater etablierte sich Kurtuluş in zahlreichen türkischen Fernsehserien, unter anderem in Akasya Durağı als Cemile und in Adını Sen Koy in der Rolle der Hediye. In den letzten Jahren trat sie in weiteren bekannten Serien wie Yemin und Üç Kuruş auf.

## Filmografie
- 1993: Umut Taksi
- 1997: Eltiler
- 2006: Belalı Baldız
- 2008: Avrupa Yakası
- 2009–2011: Akasya Durağı
- 2016–2018: Adını Sen Koy
- 2019–2022: Yemin
- 2021: Üç Kuruş
- 2022–2023:Yazgı
- seit 2023: Emanet